# Perlis FA
Perlis FA ist eine Verbandsmannschaft aus Kangar, Malaysia. Aktuell spielt die Mannschaft in der höchsten Liga des Landes, der Malaysia Super League. Seine Heimspiele trägt das Team im Utama Stadion aus. Gegründet wurde die Mannschaft vom Fußballverband des Bundesstaates Perlis um den Staat und den Verband zu repräsentieren. Der bisher größte Erfolg des Teams war der Gewinn der Meisterschaft 2005. Obwohl man zwei Mal den prestigeträchtigen Malaysia Cup gewinnen konnte, gelang es nie den FA Cup zu gewinnen. Bei den Finals ging man am Ende immer leer aus.

## Vereinserfolge

### National
- Malaysia Super League

Meister 2005
- Malaysia Premier League

Meister und Aufsteiger 1989
- Malaysia Cup

Gewinner 2004, 2006
Finalist 2005
- Malaysia FA Cup

Finalist 2003, 2006, 2007
- Piala Sumbangsih

Sieger: 2007, 2008
2. Platz: 2005

## Ehemalige bekannte Spieler
- Kiatisak Senamuang
- Stephen Keshi
- Henry Acquah

## Erläuterungen / Einzelnachweise
1. ↑  rsssf.org: Liste der Meister